# Lee Hye-ri
Lee Hye-ri (hangul: 이혜리; Gwangju, Gyeonggi, 9 de junio de 1994) más conocida por su nombre monónimo Hyeri, es una cantante y actriz surcoreana. Es la más joven entre las miembros del grupo femenino surcoreano Girl's Day, y es conocida por sus papeles protagónicos en series de televisión como Reply 1988 (2015), Friendly rivalry (2025), Entertainer (2016), y My Roommate Is a Gumiho (2021).

## Biografía
Hyeri nació en Gwangju, Gyeonggi, Corea del sur.
Tiene una hermana dos años menor llamada Hye-rim.
Se inscribió en la Seoul School of Performing Arts, y actualmente está en una maestría en cine de la Universidad Konkuk.
En marzo de 2016 fue hospitalizada tras ser diagnosticada con meningitis.
En 2013 comenzó a salir con el cantante Tony Ahn, pero la relación terminó ese mismo año.
En agosto del 2017 su agencia confirmó que estaba saliendo con el actor Ryu Jun-yeol.
El 13 de noviembre de 2023, News1 informó que Ryu Jun Yeol y Hyeri terminaron recientemente su relación después de 6 años de noviazgo.

## Carrera

### 2010-presente: Girl's Day
Cuando asistía al colegio fue reclutada por Dream Tea Entertainment y posteriormente se unió a Girl's Day.
En septiembre de 2010, fue anunciada como una nueva integrante de Girl's Day junto a Yura a la salida de Jiin y Jisun del grupo tan solo dos meses después de su debut

### 2012-2014: debut como actriz y popularidad
En 2012 debutó en el drama de fin de semana de la SBS Tasty Life, interpretando en una familia a la más joven de cuatro hijas.
Hyeri se unió posteriormente al elenco del drama adolescente Seonam Girls High School Investigators como una de las principales protagonistas, drama el cual se empezó a emitir en el canal de cable jTBC a partir de diciembre de 2014. Durante el mes de enero de 2015 uniéndose también al elenco de la afamada serie Hyde, Jekyll, Me, de la SBS.

### 2015-presente: protagonismo
En el 2015 fue escogida como protagonista del drama de tvN Reply 1988. La serie fue tan bien acogida que obtuvo el 18,8% de audiencia en su episodio final, convirtiéndose en la más vista de la historia emitida en un canal de cable. Hyeri recibió aclamaciones tanto de la crítica como de la audiencia por su interpretación.
Se ubicó tercera en la lista Forbes de Poderosas celebridades de Corea en 2016.
Luego de ese mes, formó parte del elenco de la serie de SBS Entertainer como protagonista junto al actor Ji Sung y el baterista de CNBLUE Kang Min-hyuk, con el cual obtuvo el premio de "Nueva estrella" en el  SBS Drama Awards de 2016.
En marzo de 2017, se anunció que su debut protagónico en cine sería en la película Monster; que empezó a filmarse en abril.

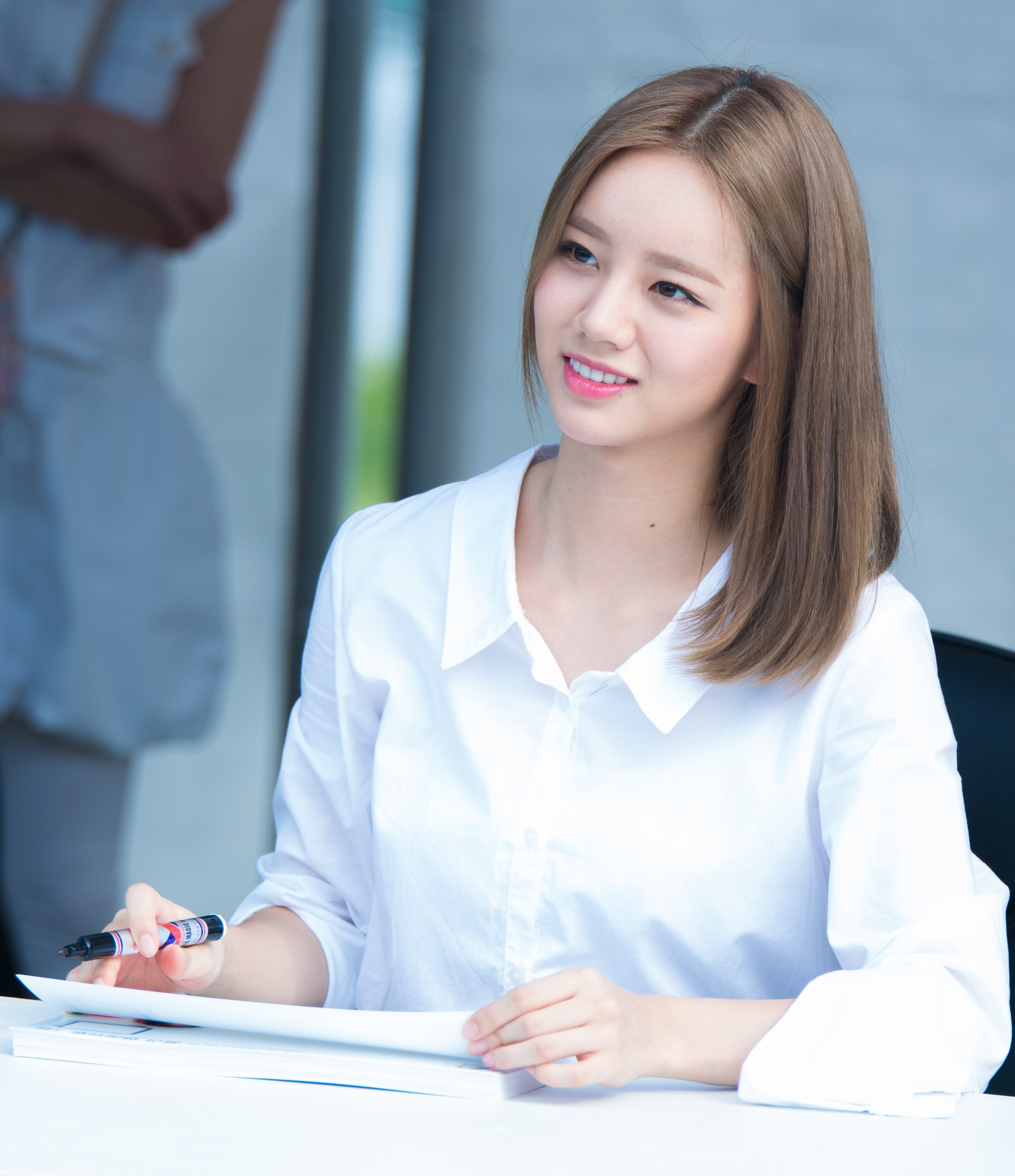
Lee Hye-ri en septiembre del 2016.

En noviembre del mismo año se unió al elenco principal del drama de comedia Two Cops donde interpretó a la reportera Song Ji-an, hasta el final de la serie en enero de 2018.
El 25 de septiembre del 2019 se unió al elenco principal de la serie Miss Lee donde dio vida a Lee Sun-shim, una joven que repentinamente es nombrada directora ejecutiva de una empresa que está en peligro de quiebra, hasta el final de la serie el 14 de noviembre del mismo año.
El 26 de mayo de 2021 se unió al elenco principal de la serie My Roommate Is a Gumiho (también conocida como "Frightening Cohabitation") donde dio vida a Lee Dam, una mujer cuya vida da un vuelco cuando conoce al gumiho Shin Woo-yeo, de quien se enamora profundamente, hasta el final de la serie el 15 de julio del mismo año.
El 20 de diciembre del mismo año se unió al elenco principal de la serie Moonshine (también conocida como "When Flowers Bloom, I Think of the Moon") donde interpretó a Kang Ro-seo, una mujer fuerte que desde pequeña ha trabajado con el fin de pagar la inmensa deuda de su familia.
El 17 de marzo de 2022, se anunció que estaba en pláticas para unirse al elenco principal de la serie Ildangbaek Butler.

## Filmografía

### Series de televisión
| Año     | Título                                 | Personaje                     | Notas                      | Ref.                 |
| ------- | -------------------------------------- | ----------------------------- | -------------------------- | -------------------- |
| 2012    | Tasty Life                             | Jang Mi-hyun                  |                            |                      |
| 2014    | Be Arrogant                            | -                             | Ep. 6                      |                      |
| 2014-15 | Seonam Girls High School Investigators | Lee Ye-hee                    |                            |                      |
| 2015    | Hyde, Jekyll, Me                       | Min Woo-jung                  | 6 episodios                |                      |
| 2015-16 | Reply 1988                             | Sung Duk-seon / Sung Soo-yeon | 20 episodios               |                      |
| 2016    | Entertainer                            | Jung Geu-rin                  | 18 episodios               |                      |
| 2011    | I Believed in Men                      | -                             |                            |                      |
| 2017-18 | Two Cops                               | Song Ji-an                    | 32 episodios               |                      |
| 2019    | Miss Lee                               | Lee Sun-shim                  | 16 episodios               |                      |
| 2020    | Record of Youth                        | Lee Hye-ji                    | Aparición especial, ep. 13 | [ 40 ]               |
| 2021    | My Roommate Is a Gumiho                | Lee Dam                       | 16 episodios               | [ 41 ] [ 42 ]        |
| 2021-22 | Moonshine                              | Kang Ro-seo                   | 16 episodios               | [ 43 ]               |
| 2022    | May I Help You?                        | Baek Dong-ju                  | 16 episodios               |                      |
| 2025    | Friendly Rivalry                       | Yoo Jae-yi                    | 16 episodios de 30 minutos | [ 44 ] [ 45 ] [ 46 ] |

### Películas
| Año  | Título               | Personaje | Notas | Ref.          |
| ---- | -------------------- | --------- | --- | ------------- |
| 2018 | Monstrum             | Myung     | Junto a Kim Myung-min, Kim In-kwon, Choi Woo-shik, Park Hee-soon, Kim Min-seok, Lee Geung-young y Park Sung-woong |               |
| 2019 | My Punch-Drunk Boxer | Min-ji    | Junto a Uhm Tae-goo, Kim Hee-won, Choi Joon-young y Lee Seol                                                      | [ 47 ]        |
| 2024 | Victory              | Pil-sun   | Junto a Park Se-wan, Lee Jung-ha y Jo Ah-ram                                                                      | [ 48 ] [ 49 ] |

### Programas de variedades
| Año                          | Programa                             | Notas                                                                       |
| ---------------------------- | ------------------------------------ | --------------------------------------------------------------------------- |
| 2023                         | HyeMiLeeYeChaePa                     | miembro principal                                                           |
| 2021                         | 2 Days & 1 Night Season 4            | invitada                                                                    |
| 2018 - 2020                  | DoReMi Market (Amazing Saturday)     | miembro                                                                     |
| 2019                         | I Live Alone                         | invitada                                                                    |
| 2017                         | Hyeri X Yura Live                    | junto a Yura                                                                |
| 2017                         | Knowing Bros                         | ep. #68 - junto a Girl's Day - invitada                                     |
| 2017                         | The Return of Superman               | ep. #165 - invitada                                                         |
| 2017                         | My Little Television                 | junto a Yura                                                                |
| 2017                         | New Yang Nam Show                    | junto a Girl's Day - invitada                                               |
| 2017                         | Life Bar                             | ep. #19 - junto a Girl's Day - invitada                                     |
| 2017                         | Taxi                                 | junto a Girl's Day - invitada                                               |
| 2017                         | Hello Counselor                      | ep. #318 - invitada                                                         |
| 2017                         | Section TV                           | junto a Jo Jung-suk - invitada                                              |
| 2017                         | One Night of TV Entertainment        | invitada                                                                    |
| 2017                         | Baek Jong-won's Top 3 Chef King      | ep. #78 - junto a Girl's Day - invitada                                     |
| 2016, 2017                   | Happy Together                       | 3 episodios - (ep. #444 y 491-492) - junto a Yura - invitada                |
| 2016                         | Running Man                          | ep. #294 - invitada                                                         |
| 2016                         | Candid Shot Battle                   | junto a Leeteuk, K.Will y Minah                                             |
| 2015                         | One Fine Day                         | invitada - junto a Girl's Day                                               |
| 2011, 2012, 2013, 2014, 2015 | Weekly Idol                          | 5 episodios - (ep. #18, 74, 105, 134 y 210) - junto a Girl's Day - invitada |
| 2014                         | Saturday Night Live Korea            | ep. #99 - junto a Girl's Day - invitada                                     |
| 2014                         | Hello Counselor                      | ep. #161 - junto a Girl's Day - invitada                                    |
| 2014                         | Super Idol Chart Show                | ep. #16                                                                     |
| 2014                         | The King Of Food                     | ep. #14 - junto a Park Eun-hye y Kim Wan-sun - invitada                     |
| 2014                         | Real Men                             | miembro                                                                     |
| 2014                         | 1 vs. 10                             | invitada                                                                    |
| 2014                         | We Got Married                       | junto a Minah y Sojin - invitada                                            |
| 2014                         | Eco Village                          | junto a Sojin y Yura - invitada                                             |
| 2014                         | Witch Hunt                           | invitada                                                                    |
| 2013                         | Secret Star Girl                     |                                                                             |
| 2013                         | The Star                             |                                                                             |
| 2012 - 2013                  | The Beatles Code 2                   |                                                                             |
| 2012                         | Be My Singer                         |                                                                             |
| 2012                         | Entertainment Inside                 |                                                                             |
| 2011                         | Frustrated, but Let’s Stick Together |                                                                             |
| 2011                         | Let's Go! Dream Team 2               | ep. #90 - junto a Girl's Day - invitada                                     |
| 2011                         | Star King                            | 15 episodios - (ep. #207-210, 213-217, 219-224) - junto a Girl's Day        |
| 2011                         | Girl's Day Kira Kira Slim            |                                                                             |
| 2011                         | Vampire Idol                         |                                                                             |
| 2011                         | Mnet M!PICK                          |                                                                             |
| 2011                         | TV Show                              |                                                                             |
| 2011                         | Family Variety Bouquet               |                                                                             |
| 2011                         | Gag Concert                          |                                                                             |
| 2010                         | Star Golden Bell                     |                                                                             |

### Presentadora
| Año               | Programa                          | Notas                                                  |
| ----------------- | --------------------------------- | ------------------------------------------------------ |
| 2018              | 2018 MBC Entertainment Awards     | junto a Jun Hyun-moo y Seungri                         |
| 2017              | Inkigayo                          | junto a Yook Sung-jae y Jackson                        |
| 2016              | 15th KBS Entertainment Awards     | junto a Lee Hwi-jae y You Hee-yeol                     |
| 2016              | Idol Star Athletics Championships | junto a Jun Hyun-moo, Lee Soo-geun y Jo Kwon           |
| 2015              | 4th Gaon Chart K-Pop Awards       | junto a Leeteuk                                        |
| 2011, 2014 - 2015 | The Show                          | junto a Kim Him-chan, Jiyeon, Jung Wook                |
| 2014              | MBC Gayo Daejejeon                | junto a Kim Sung-joo, Jun Hyun-moo, Soyou y Lee Yoo-ri |

### Reality Series
| Año             | Programa  | Notas   |
| --------------- | --------- | ------- |
| 2019 - presente | I’m Hyeri | YouTube |

### Videos musicales
| Año | Artista / Grupo | Canción              | Notas |
| --- | --------------- | -------------------- | ----- |
| -   | C-CLOWN         | "Shaking Heart"      | -     |
| -   | Wonder Boyz     | "Tarzan"             | -     |
| -   | NC.A            | "My Student Teacher" | -     |

### Revistas / sesiones fotográficas
| Año  | Título            | Notas                |
| ---- | ----------------- | -------------------- |
| 2021 | 1st Look Magazine | junto a Jang Ki-yong |

### Anuncios

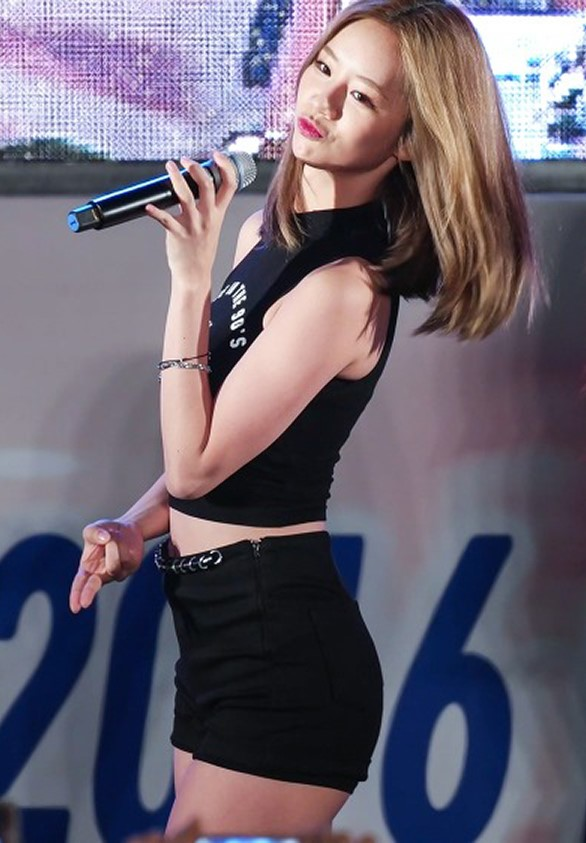
Lee Hye-ri en septiembre de 2016.

| Año         | Título                  | Notas                |
| ----------- | ----------------------- | -------------------- |
| 2019        | Sprite Korea            | [ 72 ]               |
| 2017        | Bohae Soju              | -                    |
| 2015 - 2017 | Dabang                  | -                    |
| 2016        | Kyuwon Freshening Pills | -                    |
| 2016        | Hooly Ala               | -                    |
| 2016        | Happy Bath              | -                    |
| 2016        | Sense Mom               | -                    |
| 2016        | Bullsone                | -                    |
| 2016        | Puma                    | -                    |
| 2016        | 7-ELEVEN                | -                    |
| 2015 - 2016 | Ghana Chocolat          | -                    |
| 2015 - 2016 | Bootake!                | -                    |
| 2015 - 2016 | Job Korea "Albamon"     | -                    |
| 2015        | Samyang "Q1 Fresh Hwan" | -                    |
| 2015        | SCINIC                  | -                    |
| 2014 - 2015 | EXR Sportswear          | -                    |
| 2014        | Hungry App              | -                    |
| 2014        | Raccoon Ramen           | junto a Kang Ha-neul |
| 2013        | Secret Star Girl        | -                    |
| 2012        | D7 Diet                 | -                    |
| 2012        | Live Band Ssaeng        | -                    |

## Premios y nominaciones
| Año  | Premio                          | Categoría                                                | Papel       | Resultado | Ref.          |
| ---- | ------------------------------- | -------------------------------------------------------- | ----------- | --------- | ------------- |
| 2014 | MBC Entertainment Award         | Best Female Newcomer                                     | Real Men    | Ganadora  |               |
| 2015 | Daum Award                      | Rising Idol Actress                                      | —           | Ganadora  |               |
| 2016 | 8th Style Icon Asia             | Style Icon                                               | —           | Ganadora  |               |
| 2016 | 8th Style Icon Asia             | Idol Actress Award                                       | —           | Nominada  |               |
| 2016 | 1st Asia Artist Award           | Most Popular Actress                                     | Reply 1988  | Nominada  |               |
| 2016 | 6th Korean Wave Award           | Acting Award                                             | Reply 1988  | Ganadora  |               |
| 2016 | tvN10 Award                     | Best Kiss (junto a Park Bo-gum)                          | Reply 1988  | Nominados |               |
| 2016 | tvN10 Award                     | Made in tvn, Actress in Drama                            | Reply 1988  | Nominada  |               |
| 2016 | tvN10 Award                     | Rising Star Award, Actress                               | Reply 1988  | Ganadora  | [ 73 ]        |
| 2016 | 5th APAN Star Award             | Mejor actriz revelación                                  | Reply 1988  | Ganadora  |               |
| 2016 | 9th Korea Drama Award           | Mejor actriz revelación                                  | Reply 1988  | Nominada  |               |
| 2016 | 52nd Baeksang Arts Award        | Mejor actriz revelación (televisión)                     | Reply 1988  | Nominada  | [ 74 ]        |
| 2016 | SBS Drama Award                 | New Star Award                                           | Entertainer | Ganadora  |               |
| 2016 | SBS Drama Award                 | Top Excellence Award, Actress in a Romantic-Comedy Drama | Entertainer | Nominada  |               |
| 2017 | MTN Broadcast Advertising Award | Female Commercial Film Star Award                        | —           | Ganadora  |               |
| 2019 | Brand of the Year Award         | Female Variety Idol                                      | —           | Ganadora  | [ 75 ]        |
| 2020 | 18th Brand of the Year Award    | Celebrity YouTuber                                       | —           | Ganadora  | [ 76 ]        |
| 2021 | 2021 Brand Of The Year Award    | Rising Star Actress                                      | —           | Ganadora  | [ 77 ]        |
| 2025 | 61.os Premios Baeksang Arts     | Mejor actriz revelación (cine)                           | Victory     | Pendiente | [ 78 ] [ 79 ] |